# Sul limite del Nirvana
Sul limite del Nirvana è un film muto italiano del 1915 diretto da Vittorio Rossi Pianelli.

## Trama
Narindra scià vorrebbe sposare la bella Satthianadjan, figlia del Rajah di Indore, ma la giovane ama invece sir Oldham, l’ambasciatore inglese, che ha offerto al Rajah il protettorato della Gran Bretagna. D’accordo con Fethy Bey, ministro infedele del Rajah, Narindra fa in modo che sir Oldham sia sottoposto al giudizio di Siva e Visnù – aprire una delle due porte, quella della vita o quella della morte. E benché Oldham sceglie quella giusta, gli avventa contro una belva, che l’inglese riesce ad abbattere. Furente per lo scacco, Narindra dichiara la guerra all’Indore, ma l’intervento britannico lo pone in fuga. Oldham è ferito e Fethy diffonde la notizia della sua morte. Il vecchio Rajah sostituisce il veleno con cui Satthianadjan vuol darsi la morte con un sonnifero. Quando Oldham riesce a giungere ad Indore, crede che la sua fidanzata abbia oltrepassato il “limite del Nirvana”. Ma la fanciulla si sveglia e lo abbraccia. Fethy viene gettato nella fossa delle belve feroci.